# لوئیجی سرافینی
لوئیجی سرافینی (ایتالیایی: Luigi Serafini؛ زادهٔ ۴ اوت ۱۹۴۹) هنرمند طراح و تصویرگر اهل ایتالیا است. مشهورترین اثرش دانشنامهٔ تصویری کدکس سرافینیانوس نام دارد.